# Scheldeprijs
Scheldeprijs er et cykelløb i Flandern, Belgien. Løbet starter traditionelt i Antwerpen og slutter i Schoten. Scheldeprijs er arrangeret af Flanders Classics, der blandt andet også står bag løb som Flandern Rundt, Dwars door Vlaanderen, Omloop Het Nieuwsblad og Gent-Wevelgem. Løbet er traditionelt set domineret af sprintere, da selve ruten typisk er 200 km lang og meget flad. Den første udgave af Scheldeprijs fandt sted i 1907, hvilket gør løbet til det ældste i Flandern.

## Vindere
| År                        | Vinder                 | Toer                      | Treer                    |
| ------------------------- | ---------------------- | ------------------------- | ------------------------ |
| 1907                      | Maurice Léturgie       | Eugène Platteau           | François Verstraeten     |
| 1908                      | Adrien Kranskens       | Guido De Vogelaere        | Jules Bayens             |
| 1909                      | Raymond Van Parijs     | Jules Wiot                | Georges Baets            |
| 1910                      | Florent Luyckx         | Jozef Bouw                | Louis Valckenaers        |
| 1911                      | Florent Luyckx         | Frans Tyck                | Jean Van Ingelghem       |
| 1912                      | Joseph Van Wetter      | Frans Tyck                | August Vermeylen         |
| 1913                      | Joseph Van Wetter      | August Vermeylen          | Louis Ysermans           |
| 1914                      | Octave Jacques         | Guillaume Perwez          | Edmond Dessy             |
| 1915-1918 ikke arrangeret |                        |                           |                          |
| 1919                      | Isidoor Mechant        | Karel Block               | Marcel Buysse            |
| 1920                      | Victor Lenaers         | Jean-Baptiste Mosselmans  | Jacques Bervoets         |
| 1921                      | René Vermandel         | Isidoor Mechant           | Jacques Van Ruysseveldt  |
| 1922                      | Florent Vandenberghe   | Henri Moerenhout          | Alfons Van Hecke         |
| 1923                      | Emile Thollembeek      | Maurice De Waele          | Denis Verschueren        |
| 1924                      | René Vermandel         | Denis Verschueren         | Armand Van Bruaene       |
| 1925                      | Karel Van Hassel       | André Verbist             | Henri Hoevenaers         |
| 1926                      | Marcel Cloquet         | Van Kampenhout            | Marinus Valentijn        |
| 1926 (2)                  | Jef Dervaes            | Jan Mertens               | Louis De Lannoy          |
| 1927                      | Georges Ronsse         | Armand Van Bruaene        | Rémi Van Impe            |
| 1928                      | Jef Dervaes            | André Verbist             | Jan Mertens              |
| 1929                      | Joseph Wauters         | André Verbist             | Alfred Hamerlinck        |
| 1930                      | Denis Verschueren      | Joseph Wauters            | August Reyns             |
| 1931                      | Godefried De Vocht     | Odiel Van Hevel           | Denis Verschueren        |
| 1932                      | Godefried De Vocht     | Denis Verschueren         | Auguste Verdyck          |
| 1933                      | Jan-Jozef Horemans     | Louis Hardiquest          | Louis Duerloo            |
| 1934                      | Léon Tommies           | Alfred Hamerlinck         | Jef Moerenhout           |
| 1935                      | Gerard Loncke          | Edward Vissers            | Gustaaf Deloor           |
| 1936                      | Marcel Van Schil       | Frans Van Hassel          | Camille Michielsen       |
| 1937                      | Sylvain Grysolle       | Michel D'Hooghe           | Joseph Huts              |
| 1938                      | Antoon Dignef          | Aloïs De Bruyne           | Achiel Buysse            |
| 1939                      | Achiel Buysse          | Auguste Toubeau           | Roger Vandendriessche    |
| 1940 ikke arrangeret      |                        |                           |                          |
| 1941                      | Stan Ockers            | Odiel Van Den Meersschaut | Emilie Faignaert         |
| 1942                      | Louis Busschops        | Lode Janssens             | Hector Bruneel           |
| 1943                      | Eloi Meulenberg        | Roger Van Melkebeke       | Robert Van Eenaeme       |
| 1944-1945 ikke arrangeret |                        |                           |                          |
| 1946                      | Stan Ockers            | Ernest Sterckx            | Gustave Van Overloop     |
| 1947                      | René Mertens           | Albert Sercu              | Henri Bauwens            |
| 1948                      | Achiel Buysse          | Frans Knaepkens           | Theo Middelkamp          |
| 1949                      | Roger De Corte         | Valère Ollivier           | Ernest Sterckx           |
| 1950                      | André Pieters          | Lode Poels                | Ernest Sterckx           |
| 1951                      | Ernest Sterckx         | Valère Ollivier           | Georges Claes            |
| 1952                      | Roger De Corte         | Karel De Baere            | Ernest Sterckx           |
| 1953                      | Hans Dekkers           | Leo Buyst                 | Karel De Baere           |
| 1954                      | Roger Decock           | Willy Lauwers             | Ernest Sterckx           |
| 1955                      | Alberic Schotte        | Marcel Janssens           | Jozef De Feyter          |
| 1956                      | Rik Van Looy           | Marcel Janssens           | Kaj Allan Olsen          |
| 1957                      | Rik Van Looy           | Rik Luyten                | Jan Van Gompel           |
| 1958                      | Raymond Vrancken       | Frans Van Looveren        | Jos Van Bael             |
| 1959                      | Willy Butzen           | Lucien Demunster          | Jos Van Bael             |
| 1960                      | Piet Oellibrandt       | Marcel Buys               | Michel Stolker           |
| 1961                      | Raymond Vrancken       | Marcel Janssens           | Piet van Hees            |
| 1962                      | Piet Oellibrandt       | Guillaume Van Tongerloo   | Victor Van Schil         |
| 1963                      | Piet Oellibrandt       | Guillaume Van Tongerloo   | Hugo Hellemans           |
| 1964                      | Jos Hoevenaars         | Jos Huysmans              | Frans Aerenhouts         |
| 1965                      | Willy Vannitsen        | Louis Proost              | Jos Huysmans             |
| 1966                      | Joseph Spruyt          | Henri Pauwels             | Louis Proost             |
| 1967                      | Paul In 't Ven         | Henk Nijdam               | Joseph Mathy             |
| 1968                      | Edward Sels            | Harrie Steevens           | Gerard Vianen            |
| 1969                      | Walter Godefroot       | Roger De Vlaeminck        | Rini Wagtmans            |
| 1970                      | Roger De Vlaeminck     | Raphaël Hooyberghs        | Alfons Scheys            |
| 1971                      | Gustaaf Van Roosbroeck | Frans Mintjens            | Johan De Muynck          |
| 1972                      | Eddy Merckx            | Herman Vanspringel        | Willy Planckaert         |
| 1973                      | Freddy Maertens        | Louis Verreydt            | Marc Demeyer             |
| 1974                      | Marc Demeyer           | Julien Stevens            | Englebert Opdebeeck      |
| 1975                      | Ronny De Witte         | Dietrich Thurau           | Freddy Maertens          |
| 1976                      | Frans Verbeeck         | Roger De Vlaeminck        | Frans Van Looy           |
| 1977                      | Marc Demeyer           | Ludo Peeters              | Ronan De Meyer           |
| 1978                      | Dietrich Thurau        | Martin Havik              | Aad van den Hoek         |
| 1979                      | Daniel Willems         | Frank Hoste               | Alfons De Wolf           |
| 1980                      | Ludo Peeters           | René Martens              | Jan Raas                 |
| 1981                      | Ad Wijnands            | Willy Teirlinck           | Jos Jacobs               |
| 1982                      | Ludo Schurgers         | Jan Nevens                | Charles Jochums          |
| 1983                      | Jan Bogaert            | Ludo Schurgers            | Frank Hoste              |
| 1984                      | Ludo Peeters           | Jean-Marie Wampers        | Ludwig Wijnants          |
| 1985                      | Adrie van der Poel     | Ludwig Wijnants           | Marc Sergeant            |
| 1986                      | Jean-Paul van Poppel   | Wim Arras                 | Eric Vanderaerden        |
| 1987                      | Etienne De Wilde       | Jean-Paul van Poppel      | Marnix Lameire           |
| 1988                      | Jean-Paul van Poppel   | Eddy Planckaert           | Hans Daams               |
| 1989                      | Jean-Marie Wampers     | Frank Hoste               | John van den Akker       |
| 1990                      | John Talen             | Eric Vanderaerden         | Johan Museeuw            |
| 1991                      | Mario Cipollini        | Jan Bogaert               | Johan Capiot             |
| 1992                      | Wilfried Nelissen      | Johan Museeuw             | Michel Cornelisse        |
| 1993                      | Mario Cipollini        | Wilfried Nelissen         | Giuseppe Citterio        |
| 1994                      | Peter Van Petegem      | Dirk De Wolf              | Dsjamolidin Abdusjaparov |
| 1995                      | Rossano Brasi          | Peter Roes                | Giovanni Fidanza         |
| 1996                      | Frank Vandenbroucke    | Tom Steels                | Eric Vanderaerden        |
| 1997                      | Erik Zabel             | Johan Museeuw             | Andrei Tchmil            |
| 1998                      | Servais Knaven         | Léon van Bon              | Bart Leysen              |
| 1999                      | Jeroen Blijlevens      | Erik Zabel                | Tristan Hoffman          |
| 2000                      | Endrio Leoni           | Jeroen Blijlevens         | Léon van Bon             |
| 2001                      | Endrio Leoni           | Jeroen Blijlevens         | Kurt-Asle Arvesen        |
| 2002                      | Robbie McEwen          | Tom Steels                | Stefan van Dijk          |
| 2003                      | Ludovic Capelle        | Jaan Kirsipuu             | Steffen Radochla         |
| 2004                      | Tom Boonen             | Robbie McEwen             | Simone Cadamuro          |
| 2005                      | Thorwald Veneberg      | Tomas Vaitkus             | Simone Cadamuro          |
| 2006                      | Tom Boonen             | Steven de Jongh           | Gert Steegmans           |
| 2007                      | Mark Cavendish         | Robbie McEwen             | Gert Steegmans           |
| 2008                      | Mark Cavendish         | Tom Boonen                | Robbie McEwen            |
| 2009                      | Alessandro Petacchi    | Kenny van Hummel          | Dominique Rollin         |
| 2010                      | Tyler Farrar           | Robbie McEwen             | Robert Förster           |
| 2011                      | Mark Cavendish         | Denis Galimsjanov         | Jawhen Hutarovitj        |
| 2012                      | Marcel Kittel          | Tyler Farrar              | Theo Bos                 |
| 2013                      | Marcel Kittel          | Mark Cavendish            | Barry Markus             |
| 2014                      | Marcel Kittel          | Tyler Farrar              | Danny van Poppel         |
| 2015                      | Alexander Kristoff     | Edward Theuns             | Jawhen Hutarovitj        |
| 2016                      | Marcel Kittel          | Mark Cavendish            | André Greipel            |
| 2017                      | Marcel Kittel          | Elia Viviani              | Nacer Bouhanni           |
| 2018                      | Fabio Jakobsen         | Pascal Ackermann          | Christopher Lawless      |
| 2019                      | Fabio Jakobsen         | Max Walscheid             | Christopher Lawless      |
| 2020                      | Caleb Ewan             | Niccolò Bonifazio         | Bryan Coquard            |
| 2021                      | Jasper Philipsen       | Sam Bennett               | Mark Cavendish           |
| 2022                      | Alexander Kristoff     | Danny van Poppel          | Sam Welsford             |
| 2023                      | Jasper Philipsen       | Sam Welsford              | Mark Cavendish           |
| 2024                      | Tim Merlier            | Jasper Philipsen          | Dylan Groenewegen        |
| 2025                      |                        |                           |                          |